# Mil Mi-26
Mil Mi-26 (Ruski: Ми-26, NATO naziv "Halo") je sovjetski/ruski teški transportni helikopter koji se koristi u vojnoj i civilnoj službi. Iako je poletio još 1977., do danas je ostao najveći helikopter na svijetu, a jer Amerikanci počinju tek s razvojem idejnog koncepta tako velikog helikoptera, tu će titulu Mi-26 nositi još barem 20 godina.

## Razvoj
Mi-26 je od početka zamišljen kao helikopter koji će sjediniti mogućnosti svih svojih divovskih prethodnika (vidi: Mi-6, Mi-10, Mi-12) u jednu letjelicu uz istodobno udvostručenje operativnih mogućnosti. Pod tim se podrazumijeva da je sposoban ponijeti veliki broj ljudi u integriranom trupu poput Mi-6 i Mi-12, podići velike količine tereta velikih dimenzija unutar trupa poput Mi-12, te imati mogućnost nošenja velikih i teških tereta na podvjesnim nosačima poput Mi-10.

## Opis

### Izrada
Da bi se to postiglo, potrebno je razviti ne samo vrlo snažne i ekonomične motore, već i prijenosni sustav te rotore vrlo velikih dimenzija. Upravo je rješenje izvedbe sustava transmisije i nosećeg rotora bilo ključ uspjeha tog projekta. Naime, dotad još nije bio napravljen sustav transmisije koji bi prenosio snagu od 2 X 11400 KS na jedan noseći rotor, a ako se u teoriji to i uspjelo napraviti, obično je takav glavni reduktor bio toliko težak da bi koristan teret trebao biti znatno manji, a time takav helikopter gubi svoju isplativost. Konstruirati reduktor koji će prenijeti toliku snagu uistinu nije laka zadaća, a ako k tome mora još ispunjavati zahtjeve maksimalne težine, tada to postavlja nove granice u aeronautici.
Sama tvrtka Mil razvila je reduktor kojem je težina od 3500 kg ispod dopuštenih 10% ukupne težine helikoptera, a omogućio je prijenos snage do 19 725 KS, što je i više nego dovoljno za postizanje željenih performansi. Višak snage motora (3075 KS) ionako svoju najveću funkciju ima kao sigurnosna rezerva, tj. u slučaju otkaza jednog od motora čak i pri maksimalnom opterećenju helikoptera, drugi motor automatski izlazi na povišeni režim rada i osigurava održavanje leta do najbližeg mjesta slijetanja. Motori koji osiguravaju podizanje ovog gorostasa u zrak proizvod su tvrtke Progres D-136 (bivši Lotarev), a smješteni su sa svake strane vratila nosećeg rotora, ispred glavnog reduktora na krovu. Motori su opremljeni filterima zraka na usisu motora, dok se veliki ispusi plinova motora nalaze već ispred početka vratila nosećeg rotora. Iako oba motora razvijaju ukupnu snagu od 22 800 KS, odlikuje ih vrlo ekonomična potrošnja u odnosu na ponuđenu snagu, ali i unatoč tome, ti motori u normalnom režimu rada troše čak 3000 litara goriva, što je helikopteru poput Mi-8 dovoljno za gotovo četiri sata leta.

Svaki od motora ima neovisno napajanje gorivom iz osam gumenih tankova ukupne zapremine 12 000 litara, koji se nalaze ispod poda teretne kabine, iz kojih gorivne pumpe crpe gorivo u dva rashodna spremnika iza motora. U slučaju otkaza gorivnih pumpi, gorivo slobodnim padom iz rashodnih spremnika može opskrbljivati motore gotovo 30 minuta, što je dovoljno da helikopter izvede sigurno slijetanje.
Iako Mil nije rabio titan u izgradnji sustava reduktora, taj materijal je ipak obilno rabljen u izradi glavčine rotora koja ima klasični troosovinski šarnirni spoj s lopaticama rotora. Mi-26 jedinstven je i po izradi nosećeg rotora, jer je to prvi helikopter na svijetu koji uspješno rabi osmerokraki noseći rotor. Izrada osmerokrakog rotora bila je nužna kako bi se smanjio potrebni promjer rotora na 32 m jer bi u protivnome, za stvaranje iste sile uzgona s manje lopatica trebao rotor uistinu golemih dimenzija, a izrada tako dugačke lopatice koja bi zadržala svoju čvrstoću bila bi upitna. Svaka lopatica rotora ima glavnu noseću gredu izrađenu od jednog dijela, na koju su u sekcijama postavljeni aeroprofili.

U izradi lopatica nosećeg rotora obilno su primijenjeni kompozitni materijali, čime je svaka lopatica u odnosu na onu s Mi-6 dvostruko lakša, tj. ima težinu od svega 375 kg. Radi zaštite od oštećenja, lopatice rotora prevučene su oblogom na bazi titana, što je u svijetu helikoptera također bilo izvedeno prvi put. Sam rotor pokazao se osim velike pouzdanosti i vrlo tih, a razina vibracija u odnosu na helikoptere teške kategorije je vrlo mala, što produljuje životni vijek cijelog helikoptera.
Lopatice peterokrakog repnog rotora promjera 7,61 m, izrađene su od kompozitnih materijala, dok je glavčina rotora izrađena poput one na nosećem rotoru od titana. Zanimljiv je smještaj vratila repnog rotora, koji po ruskoj tradiciji prolazi kroz krov putničkog prostora. Vratilo iz teretne kabine vodi kroz relativno kratku repnu kupu na čijem je kraju postavljen, proporcionalno veličini helikoptera, veliki okomiti stabilizator s repnim rotorom smještenim na desnoj strani. U korijenu okomitog stabilizatora i spoju repne grede nalazi se nepomičan vodoravni stabilizator, koji za razliku od svojih prethodnika, ali i većine transportnih helikoptera Mil generacije, nije presvučen platnom. Donji dio repne grede ima karakterističan ravni donji dio čime je dodatno olakšan ulazak i izlazak vozila i tereta iz teretne kabine.
Zanimljivo je riješen i repni ublaživač udara (drljača) koja je istog oblika kao i na helikopterima Mi-6 ili Mi-8, ali s tom razlikom da postoji mogućnost njezinog uvlačenja u repnu gredu kako bi omogućila nesmetan ulaz vozila u golemi teretni prostor. Namjena repne drljače je da u slučaju udara repom u zemlju (npr. prilikom naglog usporavanja na slijetanju) amortizira silu udara. Za preuzimanje težine na zemlji, zaduženo je neuvlačeće podvozje tipa tricikl, gdje su na svakom od nogu postavljeni udvojeni kotači, a amortizeri imaju mogućnost podešavanja po visini kako bi helikopter zadržavao istu visinu od tla ovisno o količini tereta. Na glavnom stajnom trapu postavljeni su mjerni uređaji koji letaču-mehaničaru govore o opterećenosti helikoptera, ali i o rasporedu težine u teretnom prostoru čime je olakšan nadzor centraže tereta.

### Transportne mogućnosti
Ipak, teretni prostor je ono što nosi slavu ovog helikoptera. Upravo zbog svoje nosivosti ali i mogućnosti prenošenja tereta velikih dimenzija, možemo susresti ovaj helikopter diljem svijeta, jer ni jedan drugi helikopter ne može ispuniti zadaće transporta poput njega.
Svojom dužinom od 12,08 m (ili čak 15 m sa spuštenom rampom), širinom na podu od 3,25 m te visinom koja se kreće od 2,91 m do 3,17 m (zbog zakošenja krova), Mi-26 pruža transportne mogućnosti gotovo poput aviona C-130 Hercules. Takve velike dimenzije stvaraju zapreminu prostora od čak 121m3, s površinom poda manjeg stana (39,3m2), za koji je, da bi se ispunio, potrebno imati i primjerenu opremu. Pristup u transportni prostor omogućen je kroz dvoja vrata na lijevoj strani trupa, jedna vrata na desnoj stražnjoj strani trupa, te veliku spuštajuću rampu na stražnjoj strani koja svojim dimenzijama omogućava direktan ulazak i izlazak vozila veličine kamiona.
Radi li se o unosu tereta, pored vučne dizalice koja olakšava utovar povlačenjem tereta u trup, ugrađene su i dvije dizalice LG-1500 s elektromotorom koje se kreću po vodilicama na krovu, a svaka je nosivosti 2500 kg. Pomoću njih, vrlo se lako odjednom može unijeti terete težine do 5000 kg. Iako helikopter služi kao transportna varijanta za prijevoz tereta, u transportnom prostoru se uvijek nalazi 40 preklopnih sjedala koja su smještena uz oplatu helikoptera. Tijekom prijevoza ljudstva, moguća je ugradnja još 60 sjedala koja se postavljaju po sredini teretnog prostora. Iako se specificira da Mi-26 predviđa prijevoz 100 osoba ili 82 potpuno opremljenih vojnika, iskustva pokazuju da ta brojka može biti znatno veča.

Helikopter koji je 2002. oboren u Čečeniji prevozio je čak 152 osobe, a postoje nagađanja da je ta brojka znala biti i veća. Teoretski to nije nevjerojatno jer ako Mi-26 ima nosivost od 20 000 kg, a ako uzmemo da svaki putnik ima u prosjeku čak 100 kg, tada se jednostavno može izračunati da je moguć smještaj 200 osoba, ali upitno je koliko bi to bio komforan prijevoz. 
Tijekom rukovanja teretom, bilo da je riječ o unutarnjem teretu ili onome koji se nosi podvjesno, veliku pomoć članu posade zaduženom za utovar tereta, pružaju tri kamere u zatvorenom krugu koje na TV ekranu prikazjuju kritične kutove bitne prilikom rada s teretom.
Ovisno o inačicama Mi-26, teretni prostor može poslužiti i za smještaj tekućih tereta, pri čemu u ulozi helikopetra za gašenje požara u trupu može nositi 15 000 litara vode, ili pak 14 040 litara raznih vrsta goriva kada je u ulozi leteće cisterne.
U produžetku teretnog prostora nalazi se pilotska kabina, ali između se nalazi još prostor sa sjedalima za četiri osobe. Kako pilotski prostor tako i ovaj pregradni prostor s četiri sjedala imaju mogućnost hermetizacije i klimatizacije, dok teretni prostor to nema. Posada helikoptera odgovara veličini helikoptera, a čine ga čak četiri stalna člana i jedan opcionalni član tj. osoba za utovar tereta. Posadu čine: pilot (na lijevom sjedalu), kopilot, navigator (povišeno iza kopilota) i letač-mehaničar (povišeno iza pilota). Između pilota nalazi se preklopno pomoćno sjedalo koje najčešće služi tijekom obuke ili pak za stručnu osobu koja će navoditi helikopter (npr. zapovjednik akcije spašavanja).

U planovima modernizacije Mi-26 predviđa se izvedba pilotske kabine sa samo dva člana posade i dodatni letač mehaničar, što će se postići većim stupnjem automatizacije sustava, ali i bolje opreme za nadzor sustava i vođenje navigacije. Pilotska kabina nema zasebne ulaze kao što je slučaj kod Mi-6, već se ulazi kroz transportni prostor, ali zato ima odbacive bočne prozore kako bi posada u slučaju nužde brzo napustila helikopter.

### Oprema i sustavi
Helikopterom se upravlja preko hidrauličnih aktuatora čije je funkcioniranje osigurano s čak dva glavna hidro sustava i jednim pomoćnim, u kojima je radni tlak od 157-206 bara, i zahvaljujući čemu su vrlo male vjerojatnosti da bi taj helikopter mogao ostati bez mogućnosti upravljanja.

Za upravljanje helikopterom, posadi je na raspolaganju standardni paket avionike za vizualno letenje danju i noću, kao i instrumentalno letenje u svim vremenskim uvjetima (naravno koji zadovoljavaju sigurnost letenja). U slučaju otežanih vremenskih uvjeta, posada se koristi vremenskim radarom Groza 7A813 koji je smješten u aerodinamički oblikovanom nosu kabine. U navigaciji, navigatoru, ali i pilotima na raspolaganju je integrirani letno-navigacijski sustav PKV-26-1 te sustav automatskog upravljanja helikopterom preko trokanalnog autopliota. Osim toga, standardno se ugrađuje prikaznik s pomičnom mapom koja se danas ipak zamjenjuje novim višenamjenskim prikaznicima u boji.
 
Bilo da je riječ o inercijalnoj navigaciji ili dobivanju podataka na osnovi doplerovog navigacijskog sustava, autopilot može dovesti helikopter do zalebdenja te održavati mjesto i zadanu visinu lebdenja, olakšavajući posadi da u kritičnim situacijama pažnju posveti drugim čimbenicima. Još uvijek se opcionalno ugrađuje GPS-sustav (tijekom Domovinskog rata, jedan Mi-26 koji je djelovao na ovom području u sklopu mirovnih snaga, na ZTZ-u Velika Gorica ugradio je GPS-sustava), premda će u moderniziranoj inačici GPS biti serijska oprema spregnuta s drugim navigacijskim sustavima.
Ovako veliki helikopter obiluje opremom i sustavima koji zahtijevaju električnu energiju, a po ruskoj tradiciji, izvora električne energije ima na pretek. I ugašenih motorima, svi sustavi na helikopteru mogu dobivati potrebno napajanje zahvaljujući pomoćnom izvoru napajanja (APU) koji se nalazi ispod pilotske kabine ali koji služi i za pokretanje motora. Osnovni sustavi električne energije daju trofaznu struju napona 200/115/36 V 400Hz, ili jendofazni od 115/36 V te pretvarači istosmjerne struje 27V, dok kao pomoćni izvor istosmjerne struje služe akumulatori od 24V. Jedan od velikih potrošača električne energije jesu električni grijači napadnih rubova lopatica oba rotora, a treba napomenuti da su prvi primjerci Mi-26 imali odleđivanje na bazi alkohola koji se raspršivao po lopaticama rotora.
Osim spomenutih dizalica u teretnoj kabini, najzanimljiviji je ipak ovjes namijenjen za prijenos podvjesnog tereta. Sajla je nosivosti 20 tona, a zbog minimalnog utjecaja na centar težišta helikoptera, otvor na podu kroz koji prolazi sajla nalazi se u osi vratila nosećeg rotora, dok je cjelokupni sustav pričvršćen na okov na kojem se nalazi i prednji dio reduktora.

Kada je Mi-26 u ulozi letećeg krana, tj. kada je opremljen podvjesnim teretom, moguća je vrlo jednostavna ugradnja podtrupne gondole unutar koje se smješta član posade zadužen za teret kako bi lakše navodio pilote za prihvat ili pak odbacivanje tereta. Ovakva gondola pokazala se vrlo korisna prilikom gašenja požara jer se na taj način znatno olakšava navođenje na mjesto gašenja pružajući znatno veću preglednost no što je slučaj pri navođenju iz pilotske kabine ili kroz otvor na podu teretne kabine.
Iako je Mi-26 divovski helikopter velike težine, zaštita posade i putnika u slučaju nesreća pokazao se da je na vrlo visokoj razini. U slučaju udara helikoptera u zemlju velikom brzinom na stajni trap, oni zahvaljujući amortizerima velikog kapaciteta, apsorbiraju veliku udarnu energiju, a višak prenose na strukturu helikoptera koja tada ublažava energiju udara svojim savijanjem ili lomom. Udvostručenjem, ali često i utrostručenjem vitalnih sustava, pasivnom i aktivnom zaštitom ali i poviješću s relativno malo kritičnih kvarova, svjetski stručnjaci priznali su ga kao jedan od najsigurnijih helikoptera na svijetu.
Iako Mi-26 ne nosi obrambeno naoružanje, vojne inačice opremljene su toplinskim i radarskim mamcima i ometačima ASU-2V, ali i ugradnjom strukturalnih zaštita poput zaštitnog oklopa za posadu, punjenje samozaptivajućih gorivnih tankova inertnim plinom kao i vrlo učinkovit automatski sustav gašenja požara. Ipak svi primjerci vojnih Mi-26 nisu bili opremljeni prikladnim gorivnim tankovima jer u nesrećama koje su dovele do katastrofalnih posljedica, gorivni tankovi su svojim samozapaljenjem odnijeli dosta žrtava. No najveći neprijatelj sigurnosti ovog helikoptera je njegova veličina, jer osim što postoji mogućnost ugradnje toplinskih prigušnika ispuha motora, i što postoje prethodno navedeni sigurnosni čimbenici, Mi-26 "Korova" (Krava, nadimak koji su joj dali vojnici) je slabo pokretna i velika meta koja je tijekom vojnih djelovanja često bila pogođena, ali bez većih posljedica. Ipak jednom nije bilo moguće izdržati napad, kada je laka protuzračna raketa zemlja-zrak Strela-2 oborila ovaj helikopter u Čečeniji 2002. pri čemu je poginulo 118 od 152 osobe koje su se nalazile u helikopteru, čime je ta nesreća postala najvećom helikopterskom tragedijom u Rusiji.

## Operativna uporaba
Mnogi, prvenstveno vojni, stratezi uvijek su s određenom dozom skepticizma gledali na tako velike helikoptere zbog njihove ranjivosti ali i visoke cijene. Ipak događanja diljem svijeta, bilo vojnog ili humanitarnog karaktera, dokazuju sve više kako ovakav veliki helikopter ne pruža samo uštedu novaca i vremena, već jednostavno ispunjava zadaće koje ni jedna druga letjelica ne bi mogla ispuniti.
Mi-26 možemo vidjeti uistinu diljem svijeta zbog svojih jedinstvenih mogućnosti, a mogućnost prijevoza i do 150 vojnika odjednom ili pak oklopnih vozila otvorilo je oči i američkim zapovjednicima. Tijekom 2001. i 2002., američka vojska je unajmila od Rusa Mi-26 kako bi vratio oborene helikoptere, dokazujući potrebu za transportnim helikopterima te kategorije. Bilo je smiješno vidjeti američki teški transportni helikopter CH-47 Chinook kako visi ispod Mi-26, čime se pokazala moć i veličina ovog diva.

I u humanitarnim akcijama kao npr. pomoć stradalima u potresu koji se dogodio u Pakistanu, Mi-26 dokazuje svoje velike prednosti, kada je u jednom letu dopremao 20 tona pomoći u planinskim predjelima, gdje je istodobno zbog visinskih ograničenja, za tu količinu tereta trebalo deset letova helikoptera Mi-8 MTV1. Premda nosi dvostruko više tereta na prosječnoj udaljenosti od najtežeg američkog transportnog helikoptera CH-47E, Mi-26 ima za 50% niže operativne troškove. Ipak jedan od razloga nižih troškova po satu leta jest i njegova niska kupovna cijena koja se kreće u granicama 10-12 milijuna dolara, što je npr. pola cijene transportnog helikoptera H-60 Black Hawk. Zahvaljujući niskoj kupovnoj cijeni ali i sve većom otvorenošću Rusije na vanjsku slobodnu trgovinu, tvrtka Mil osobito je u posljednjem desetljeću ostvarila povećane izvozne rezultate, pa se tako Mi-26 nalazi u zrakoplovstvima sljedećih zemalja: Rusija, Ukrajina, Indija, Meksiko, Peru, Venezuela, Kazahstan i Bjelorusija.
Veliki broj, od otprilike 400 proizvedenih, Mi-26 više ne leti zbog isteka vremenskih resursa ili pak nesreća, a ne treba zaboraviti niti černobilsku katastrofu gdje su u sanaciji nesreće sudjelovali i ovi helikopteri, koji su kasnije morali biti pohranjeni na odlagalište zbog kontaminacije radijacijom.

U tijeku je razvoj nove inačice ovog helikoptera koja će dobiti vrlo vjerojatno oznaku Mi-27, a poboljšanja će se prvenstveno odnositi na širu primjenu kompozitnih materijala u izradi helikoptera, ugradnju snažnijih motora i ojačanju konstrukcije čime će se nosivost povećati na 22 500 kg. Osim toga planirano je smanjenje posade na tri člana uz ugradnju najnovijih sustava i opremu koja će omogućiti proboj ovog helikoptera i na najzahtjevnija tržišta koja su barem dosadašnjim unajmljivanjem pokazala interes i potrebu za takvim letećim gorostasom.

## Inačice
- V-29 : prototip koji je poletio u prosincu 1977.
- Mi-26: vojna transportna inačica koja je u naoružanje ušla 1983.
- Mi-26A: poboljšana inačica
- Mi-26MS: leteća bolnica koja ima mogućnost prijevoza i do 60 ležećih pacijenata, a unutar koje se nalazi operacijska dvorana, oprema s kisikom
- Mi-26NEF-M : protupodmornička inačica
- Mi-26P: putnička civilna inačica sa 63 sjedala, kuhinjom i garderobom
- Mi-26PK: leteći kran
- Mi-26T: civilna transportna inačica
- Mi-26TM: poboljšana inačica letećeg krana s ugrađenom podtrupnom gondolom
- Mi-26TP: inačica za protupožarna djelovanja
- Mi-26TS: izvozna inačica Mi-26T
- Mi-26TZ: leteća cisterna koja preko deset crijeva može opskrbljivati vozila na zemlji

## Tehničke karakteristike
Osnovne karakteristike
- posada: 6
- kapacitet: 80 vojnika 
ili 60 nosila 
 ili 20.000 kg tereta
- dužina: 40,025 m
- promjer rotora: 32 m
- visina: 8,145 m

Letne karakteristike
- najveća brzina: 295 km/h
- dolet: 1.952 km
- najveća visina leta: 4.600 m
- motor: 2× Lotarev D-136 turbo-osovinska motora